# Ріу-да-Сарданья
Ріу-да-Сарда́нья (кат. Riu de Cerdanya, вимова літературною каталанською [riw də səɾ'daɲə]) - муніципалітет, розташований в Автономній області Каталонія, в Іспанії. Код муніципалітету за номенклатурою Інституту статистики Каталонії - 259139. Знаходиться у районі (кумарці) Башя-Сарданья (коди району - 15 та CD) провінції Льєйда, згідно з новою адміністративною реформою перебуватиме у складі баґарії (округи) Ал-Пірінеу і Баль-д'Аран. 

## Назва муніципалітету
Назва муніципалітету походить від лат. rīvu та лат. Ceretānia - "країна серетанів", кельтського племені, що мешкало на цій території до завоювання Іберії Римом.

## Населення
Населення міста (у 2007 р.) становить 116 осіб (з них менше 14 років - 10,3%, від 15 до 64 - 77,6%, понад 65 років - 12,1%). У 2006 р. народжуваність склала 0 осіб, смертність - 0 осіб, зареєстровано 0 шлюбів. У 2001 р. активне населення становило 44 особи, з них безробітних - 2 особи.

Серед осіб, які проживали на території міста у 2001 р., 69 народилися в Каталонії (з них 26 осіб у тому самому районі, або кумарці), 6 осіб приїхало з інших областей Іспанії, а 0 осіб приїхало з-за кордону. 

Вищу освіту має 11,8% усього населення. 

У 2001 р. нараховувалося 32 домогосподарства (з них 50,0% складалися з однієї особи, 9,4% з двох осіб,18,8% з 3 осіб, 9,4% з 4 осіб, 9,4% з 5 осіб, 0,0% з 6 осіб, 0,0% з 7 осіб, 3,1% з 8 осіб і 0,0% з 9 і більше осіб).

Активне населення міста у 2001 р. працювало у таких сферах діяльності : у сільському господарстві - 7,1%, у промисловості - 7,1%, на будівництві - 2,4% і у сфері обслуговування - 83,3%. 

 У муніципалітеті або у власному районі (кумарці) працює 17 осіб, поза районом - 30 осіб.

### Безробіття
У 2007 р. нараховувалося 0 безробітних (у 2006 р. - 0 безробітних).

## Житловий фонд
У 2001 р. 0,0% усіх родин (домогосподарств) мали житло метражем до 59 м2, 31,2% - від 60 до 89 м2, 34,4% - від 90 до 119 м2 і
34,4% - понад 120 м2.

З усіх будівель у 2001 р. 8,2% було одноповерховими, 67,1% - двоповерховими, 24,7
% - триповерховими, 0,0% - чотириповерховими, 0,0% - п'ятиповерховими, 0,0% - шестиповерховими,
0,0% - семиповерховими, 0,0% - з вісьмома та більше поверхами.

## Автопарк
| \| Автомобілі, зареєстровані у місті, за призначенням \| Автомобілі, зареєстровані у місті, за призначенням \| Автомобілі, зареєстровані у місті, за призначенням \| \| Рік \| 2006 р. \| 2005 р. \| \| -------------------------------------------------- \| -------------------------------------------------- \| -------------------------------------------------- \| \| Приватні автомобілі \| 54,0% \| 54,4% \| \| Мотоцикли \| 10,0% \| 10,0% \| \| Вантажівки \| 29,0% \| 30,0% \| \| Трактори \| 0,0% \| 0,0% \| \| Автобуси та ін. \| 7,0% \| 5,6% \| \| Усього автомобілів \| 100 шт. \| 90 шт. \| |         |         |
| Автомобілі, зареєстровані у місті, за призначенням |         |         |
| Рік | 2006 р. | 2005 р. |
| Приватні автомобілі | 54,0%   | 54,4%   |
| Мотоцикли | 10,0%   | 10,0%   |
| Вантажівки | 29,0%   | 30,0%   |
| Трактори | 0,0%    | 0,0%    |
| Автобуси та ін. | 7,0%    | 5,6%    |
| Усього автомобілів | 100 шт. | 90 шт.  |

## Вживання каталанської мови
У 2001 р. каталанську мову у місті розуміли 100,0% усього населення, вміли говорити нею 100,0%, вміли читати 93,2%, вміли писати 66,2%. Не розуміли каталанської мови 0,0%.

## Політичні уподобання
У виборах до Парламенту Каталонії у 2006 р. взяло участь 60 осіб (у 2003 р. - 64 особи). Голоси за політичні сили розподілилися таким чином:
| \| Вибори до Парламенту Каталонії \| Вибори до Парламенту Каталонії \| Вибори до Парламенту Каталонії \| \| Рік \| 2006 р. \| 2003 р. \| \| -------------------------------------- \| ------------------------------ \| ------------------------------ \| \| Конвергенція та Єднання (CiU) \| 53,3% \| 48,4% \| \| Соціалістична партія Каталонії (PSC) \| 15,0% \| 12,5% \| \| Народна партія (PP) \| 0,0% \| 3,1% \| \| Ініціатива за Каталонію — Зелені (ICV) \| 6,7% \| 4,7% \| \| Республіканська лівиця Каталонії (ERC) \| 23,3% \| 31,2% \| \| Громадяни — Громадянська партія (C's) \| 0,0% \| 0,0% \| \| Інші \| 1,7% \| 0,0% \| |         |         |
| Вибори до Парламенту Каталонії |         |         |
| Рік | 2006 р. | 2003 р. |
| Конвергенція та Єднання (CiU) | 53,3%   | 48,4%   |
| Соціалістична партія Каталонії (PSC) | 15,0%   | 12,5%   |
| Народна партія (PP) | 0,0%    | 3,1%    |
| Ініціатива за Каталонію — Зелені (ICV) | 6,7%    | 4,7%    |
| Республіканська лівиця Каталонії (ERC) | 23,3%   | 31,2%   |
| Громадяни — Громадянська партія (C's) | 0,0%    | 0,0%    |
| Інші | 1,7%    | 0,0%    |